# Hưng Nghiệp
Hưng Nghiệp (chữ Hán giản thể: 兴业县, bính âm:, Xīngyè Xiàn, âm Hán Việt: Hưng Nghiệp huyện) là một huyện thuộc địa cấp thị Ngọc Lâm, khu tự trị dân tộc Choang Quảng Tây, Cộng hòa Nhân dân Trung Hoa. Huyện này có diện tích 1.486,7 km², dân số năm 2002 là 660.000 người. Về mặt hành chính, huyện Hưng Nghiệp được chia ra các đơn vị hành chính gồm 13 trấn và 0 hương.